# Silguin
 (mars 2025).
La mise en forme du texte ne suit pas les recommandations de Wikipédia : il faut le « wikifier ».
Les points d'amélioration suivants sont les cas les plus fréquents. Le détail des points à revoir est peut-être précisé sur la page de discussion.
- Les titres sont pré-formatés par le logiciel. Ils ne sont ni en capitales, ni en gras.
- Le texte ne doit pas être écrit en capitales (les noms de famille non plus), ni en gras, ni en italique, ni en « petit »…
- Le gras n'est utilisé que pour surligner le titre de l'article dans l'introduction, une seule fois.
- L'italique est rarement utilisé : mots en langue étrangère, titres d'œuvres, noms de bateaux, etc.
- Les citations ne sont pas en italique mais en corps de texte normal. Elles sont entourées par des guillemets français : « et ».
- Les listes à puces sont à éviter, des paragraphes rédigés étant largement préférés. Les tableaux sont à réserver à la présentation de données structurées (résultats, etc.).
- Les appels de note de bas de page (petits chiffres en exposant, introduits par l'outil «  Source ») sont à placer entre la fin de phrase et le point final[comme ça].
- Les liens internes (vers d'autres articles de Wikipédia) sont à choisir avec parcimonie. Créez des liens vers des articles approfondissant le sujet. Les termes génériques sans rapport avec le sujet sont à éviter, ainsi que les répétitions de liens vers un même terme.
- Les liens externes sont à placer uniquement dans une section « Liens externes », à la fin de l'article. Ces liens sont à choisir avec parcimonie suivant les règles définies. Si un lien sert de source à l'article, son insertion dans le texte est à faire par les notes de bas de page.
- La présentation des références doit suivre les conventions bibliographiques. Il est recommandé d'utiliser les modèles {{Ouvrage}}, {{Chapitre}}, {{Article}}, {{Lien web}} et/ou {{Bibliographie}}. Le mode d'édition visuel peut mettre en forme automatiquement les références.
- Insérer une infobox (cadre d'informations à droite) n'est pas obligatoire pour parachever la mise en page.

Pour une aide détaillée, merci de consulter Aide:Wikification.
Si vous pensez que ces points ont été résolus, vous pouvez retirer ce bandeau et améliorer la mise en forme d'un autre article.
Silguin (parfois orthographié Silghin ou appelé Sigltouko dans certaines sources) est une petite ville située dans la commune de Bilanga, dans la province de la Gnagna, au Burkina Faso. Il fait partie de la région de l'Est du pays.

## Géographie
Silguin est situé à 27 km au sud de Bilanga, le chef-lieu de la commune, et à proximité de la route nationale 18. Le village se trouve également à 19 km au nord de Gounghin, un autre village important, situé près de la route nationale 4. Cette position stratégique fait de Silguin un point de passage entre ces deux axes routiers majeurs.
Le village est caractérisé par un paysage de savane et est traversé par plusieurs cours d'eau saisonniers, typiques de la région. Ses coordonnées géographiques sont :
- Latitude : 12,3402° nord (12° 20' 25" N)
- Longitude : -0,08047° ouest (0° 4' 50" O)

Sur OpenStreetMap, Silguin est identifié par l'ID de nœud 2427956876 et est caractérisé par la balise `place=village`. Son code Open Location Code est 7C4X8WR9+3R.

## Histoire
L'histoire de Silguin reste encore peu documentée. Comme de nombreux villages de la région, il a été influencé par les migrations et les échanges culturels avec les populations voisines. La commune de Bilanga, dont dépend Silguin, a été créée dans le cadre de la décentralisation administrative du Burkina Faso en 2006.

## Économie
L'économie de Silguin est principalement basée sur l'agriculture, avec la culture du sorgho, du mil et de l'arachide. L'élevage est également une activité importante pour les habitants. La proximité des routes nationales 4 et 18 facilite l'écoulement des produits agricoles vers les marchés régionaux.
Le village de Silguin abrite l'un des plus grands marchés de la commune de Bilanga et de la province de la Gnagna. Ce marché constitue un centre névralgique du commerce local, attirant des commerçants et des acheteurs de plusieurs localités environnantes. Il est un lieu d’échange majeur pour les produits agricoles, le bétail et divers biens de consommation. En plus de son importance économique, il joue un rôle social en favorisant les rencontres et les interactions entre les habitants de la région.

## Culture et patrimoine
Silguin possède une riche tradition culturelle, marquée par des festivals locaux et des pratiques ancestrales. Les habitants sont majoritairement de l'ethnie Zaocé, connue pour ses danses et ses rituels traditionnels.

## Démographie
La population de Silguin est principalement rurale. Les données précises sur le nombre d'habitants ne sont pas toujours disponibles, mais le village suit les tendances démographiques de la région, marquées par une croissance modérée.